# Wjatscheslaw Sahorodnjuk
Wjatscheslaw Wassyljowitsch Sahorodnjuk (ukrainisch В'ячеслав Васильович Загороднюк; russisch Вячеслав Васильевич Загороднюк / Wjatscheslaw Wassiljewitsch Sagorodnjuk; englisch Vyacheslav Zahorodnyuk; * 11. August 1972 in Odessa, Ukrainische SSR, Sowjetunion) ist ein ehemaliger ukrainischer Eiskunstläufer, der im Einzellauf startete. Er ist der Europameister von 1996.
Sahorodnjuk repräsentierte zunächst die UdSSR und nach deren Zerfall die Ukraine. Seine Trainer waren Halyna Smijewska und später Walentin Nikolajew.
1989 gewann Sahorodnjuk die Juniorenweltmeisterschaft. Bei den Eiskunstlauf-Weltmeisterschaften 1994 holte er mit Bronze hinter Elvis Stojko und Philippe Candeloro seine einzige Weltmeisterschaftsmedaille. 1996 wurde er in Sofia Europameister. Insgesamt gewann er sechs Medaillen bei Europameisterschaften.
Im April 1998 beendete er seine Amateurkarriere und wurde Profi. Er spielte in einigen Film- und Fernsehproduktionen Eiskunstläufer. So unter anderem in The Christmas Angel: A Story on Ice. Momentan arbeitet er als Trainer in Richmond, Virginia.

## Ergebnisse
| Wettbewerb/Jahr             | 1988 | 1989 | 1990 | 1991 | 1992 | 1993 | 1994 | 1995 | 1996 | 1997 | 1998 |
| --------------------------- | ---- | ---- | ---- | ---- | ---- | ---- | ---- | ---- | ---- | ---- | ---- |
| Olympische Winterspiele     |      |      |      |      | 8.   |      |      |      |      |      | 10.  |
| Weltmeisterschaften         |      |      | 8.   | 22.  | 10.  |      | 3.   | 6.   | 6.   | 4.   | 4.   |
| Europameisterschaften       |      | 6.   | 3.   | 3.   | 4.   |      | 2.   | 3.   | 1.   | 3.   | 7.   |
| Juniorenweltmeisterschaften | 2.   | 1.   |      |      |      |      |      |      |      |      |      |
| Sowjetische Meisterschaften |      |      |      | 2.   | 2.   |      |      |      |      |      |      |
| Ukrainische Meisterschaften |      |      |      |      |      |      | 2.   | 1.   | 1.   | 1.   | 1.   |